# Defence Medal 1939-45
La Defence Medal 1939-45 ou Médaille de la Défense 39-45 est la médaille commémorative attribuée pour la participation à la défense des territoires britanniques entre le 3 septembre 1939 et le 2 septembre 1945 (VJ Day ou Victory in Japan Day), qui est la date de la fin de la guerre pour les britanniques, et non le 8 mai 1945 (VE Day ou Victory in Europe Day).
La Médaille de la Défense est décernée aux personnels en reconnaissance d'une période de service d'au moins trois ans dans les forces armées, dans un théâtre où il n'y avait pas d'opérations (personnels de la Home Guard par exemple), mais qui était exposé aux attaques aériennes.
La durée est réduite à un an en cas de service à l'étranger (overseas), sauf dans les régions menacées par l'ennemi ou exposées aux attaques aériennes, auquel cas la période de service requise est de seulement 6 mois.
Le ruban est composé de deux bandes latérales vert pâle et d'une bande centrale orangée, avec une étroite bande noire au centre de chaque bande verte.
L'orangé est la couleur des flammes et représente les attaques de l'ennemi (Blitz) sur la verte terre d'Angleterre; le noir représente le blackout.
Avers : Une effigie numismatique du roi George VI, tête nue, tourné vers la gauche, avec la légende GEORGIVS VI D: BR: OMN: REX F: D: IND: IMP:.
Revers : La couronne royale reposant sur la souche d'un chêne, flanquée d'un lion et d'une lionne.